# Ayesha Curry
Ayesha Disa Curry (23 maart, 1989) is een Canadees-Amerikaanse actrice, kookboek-auteur en televisiepersoonlijkheid. Nadat ze in verschillende televisieshows en films een gastrol had, begon ze met haar eigen show, Ayesha's Homemade, op Food Network.

## Carrière
Op 24 april 2020 kwam haar eigen lifestyle tijdschrift uit met de naam Sweet July.

## Persoonlijk leven
Ayesha is de dochter van John en Carol Alexander. Ze is geboren en getogen in Toronto; op 14-jarige leeftijd gingen ze met het gezin verhuizen naar Charlotte (North Carolina).
Op 14-jarige leeftijd leerde ze, toendertijd toekomstig, NBA-speler Stephen Curry (toen 15) kennen. Op 30 juli 2011 trouwde ze met hem en ze kregen samen drie kinderen.